# Stylidium pachyrhizum
Stylidium pachyrhizum är en tvåhjärtbladig växtart som beskrevs av Ferdinand von Mueller. Stylidium pachyrhizum ingår i släktet Stylidium och familjen Stylidiaceae. Inga underarter finns listade i Catalogue of Life.